# Пам'ятник Георгію Федоровичу Морозову
Пам'ятник Георгію Федоровичу Морозову (крим. Morozov eykeli) — пам'ятник у Сімферополі, Автономна Республіка Крим, у Ботанічному саду при Таврійському Національному Університеті. Тут спочивають Георгій Федорович Морозов та його дружина.

## Історія
Морозов помер 9 травня 1920 року і був похований згідно із заповітом в паренні «Салгирка». Спочатку на могилі стояв простий дерев'яний хрест.
У 1967 році, до століття від дня народження Морозова, було встановлено пам'ятник із кримського діабазу.
У 1997 році пам'ятник був оновлений: встановлене погруддя Г. Ф. Морозова.
Остаточне оформлення меморіалу сталося в травні 2006 р. Ректор університету М. В. Багров разом з мером Сімферополя Г. А. Бабенко урочисто зняли полотнище з пам'ятника, відбувся невеликий мітинг, на якому виступили вчені, лісоводи, політики і студенти.
Символічно, що пам'ятний меморіал Г. Ф. Морозова розміщений у великому колі діаметром близько 30 метрів, від якого, немов промені від сонця, радіально розходяться шість доріжок. Вони як би нагадують про шість пам'ятників, в різні роки що змінили один одну на місці могили видатного вченого — від простого дерев'яного хреста до високохудожньої архітектурної споруди. Ні війни, ні вандали не змогли знищити пам'ять про видатного дослідника.